# 리틀 베라
《리틀 베라》(러시아어: Ма́ленькая Ве́ра, Malenkaya Vera, Little Vera)는 러시아(구 소련)에서 제작된 바실리 피철 감독의 1988년 드라마 영화이다. 나탈리아 네고다 등이 주연으로 출연하였다.

## 출연

### 주연
- 나탈리아 네고다
- 안드레이 소콜로브

### 조연
- 유리 나자로브
- 리우드밀라 자트세바